# دونالد کندال
دونالد کندال، (به انگلیسی: Donald Kendall) (زاده ۱۶ مارس ۱۹۲۱) کارآفرین، بازرگان و مدیر ارشد اجرایی آمریکایی است، که در سال ۱۹۶۵ در مقام مدیرعامل پپسی اقدام به ادغام آن با فریتو-لی نمود و در پی آن، شرکت پپسی‌کو تأسیس گردید. وی در فاصله سال‌های ۱۹۷۱ تا ۱۹۸۶ مدیر عامل اجرایی پپسی‌کو بود.
وی در ۲۴سمپتامبر ۲۰۲۰ فوت نمود 
کندال که در سال ۱۹۲۱ در واشنگتن متولد شد، روزهای کودکی و جوانی خود را به دوشیدن شیر گاو مشغول بود. او سپس توانست بورسیه تیم فوتبال دانشگاه وسترن کنتاکی را دریافت کند، اما در سال ۱۹۴۱ و پیش از اتمام تحصیلاتش آن را رها کرد تا به عضویت نیروی دریایی آمریکا در آستانه ورود این کشور به جنگ جهانی دوم بپیوندد. نخستین شغل او در پپسی کار در خط تولید بطری‌ها بود و سپس به بخش توزیع با کامیون پیوست. کندال به سرعت خود را ثابت کرد و پله‌های ترقی را یکی پس از دیگری در بخش مدیریتی پپسی پیمود.  او در سال ۱۹۵۷ به عنوان رئیس پپسی بین‌الملل انتخاب شد و ۶ سال بعد که او این سمت را ترک کرد، پپسی محصولات خود را در ۱۰۳ کشور جهان به فروش می‌رساند.  در یک اتفاق بسیار به یادماندنی و عجیب، کندال یک پپسی را به خروشچف، رهبر اتحاد جماهیر شوروی در سال ۱۹۵۹ اهدا کرد. کندال یکی از دوستان نزدیک ریچارد نیکسون، معاون رئیس‌جمهوری آن سال‌ها بود. ۱۴ سال بعد، پپسی نخستین شرکت تولید کالاهای مصرفی آمریکایی بود که محصولات خود را در جماهیر شوروی به فروش رساند و چند سال پیش از کوکاکولا وارد این کشور شد.  کندال در سال ۱۹۶۳ به‌عنوان مدیرعامل انتخاب شد و تنها کمتر از دو سال به توافقی رسید تا دو شرکت پپسی و فریتو لی ادغام شوند تا شرکت مدرن پپسی امروزی متولد شود. ایده ادغام این دو شرکت آن بود که کندال باور داشت افرادی که چیپس می‌خورند تمایل به نوشیدن در همان زمان هم دارند.  او در سال ۱۹۸۶ بازنشسته شد، اما یکی از مشاوران و مدافعان قابل‌اعتماد برای مقامات پپسی ماند و در طول عمر خود، ۳۹ سال را در مجموع برای این شرکت صرف کرد.  رامون لاگارتا، مدیرعامل کنونی پپسی در بیانیه‌ای به مناسبت مرگ کندال گفت: «همه ما در شرکت پپسی به دلیل درگذشت دونالد کندال متاثر هستیم. او معمار پپسی امروزی بود. او رهبری شجاع، فروشنده‌ای بی‌نظیر و همکاری خستگی‌ناپذیر بود.»